# إيدين تيرزيتش
إيدين تيرزيتش ( تلفظ [êdiːn těrziːtɕ] ؛ ولد 30 أكتوبر 1982) هو لاعب كرة قدم ألماني سابق ومدرب حالي.

## حياته
ولد إيدين تيرزيتش عام 1982 في مدينة مندن بألمانيا الغربية، لأسرة من الطبقة العاملة هاجرت من يوغوسلافيا، وهو من أصل كرواتي وأب بوسني  ويحمل أيضاً الجنسية الكرواتية،  لعب إيدين تيرزيتش في المستوى الرابع من الدوريات الاحترافية في ألمانيا خلال مسيرته الكروية، وهو خريج جامعة الرور بوخوم حيث درس علوم الرياضة.

## مسيرته التدريبية
بين عامي 2010 و 2013 ، عمل تيرزيتش كمدرب كشاف ومساعد مدرب في أكاديمية الشباب في بوروسيا دورتموند، حيث كان مسؤولاً أمام مدير الفريق الأول آنذاك يورغن كلوب. ويعمل شقيقه الأكبر ألين أيضاً كمستكشف لفريق بوروسيا دورتموند وشغل منصب مدير مؤقت لبوروسيا دورتموند الثاني خلال موسم 2019-20 .
كان تيرزيتش مساعداً لمدرب سلافن بيليتش في نادي بيشكتاش بين عامي 2013 و 2015 وفي نادي ويست هام يونايتد من 2015 إلى 2017. بدأ تعاونه مع بيليتش في عام 2012 عندما صاغ تيرزيتش وقدم تحليلًا للخصم قبل المباراة لمباراة كرواتيا في دور المجموعات ضد أيرلندا في يورو 2012 . وبعدها عرض عليه بيليتش الانضمام إليه كمساعد مدرب في لوموكتيف موسكو، وفشلت الصفقة في النهاية. عرض بيليتش على ترزيتش مرة أخرى للانضمام إليه في بشيكتاش، وقبل ترزيتش العرض بعد التشاور مع بوروسيا دورتموند. تبعه إلى وست هام يونايتد في عام 2015 ، لكنه ترك النادي بعد ذلك بعامين عندما أقيل بيليتش في 6 نوفمبر 2017.
ومنذ عام 2018 حصل تيرزيتش على رخصة مدرب مؤهل من الويفا بعد تخرجه من دورة مدتها 18 شهراً في اتحاد كرة القدم في إنجلترا.
عاد تيرزيتش إلى بوروسيا دورتموند في عام 2018 كمدرب مساعد للفريق الأول بعد تعيين لوسيان فافر كمدير. تولى مسؤولية الفريق جنبا إلى جنب مع زميله مانفريد ستيفيس لل 2018-19 لقاء ضد TSG 1899 هوفنهايم ، والمدرب لوسيان فافر غاب عن المباراة بسبب المرض. بعد إقالة فافر بعد الخسارة 1-5 أمام شتوتغارت في ديسمبر 2020 ، تم تعيين Terzić مديرًا مؤقتًا حتى نهاية موسم 2020-21.وفي يونيو 2024 طلب تيرزيتش انهاء عقده بتدريب بروسيا درتموند بعد مدة سنين ونصف عن مهامه بتدريب الفريق الأول.